# Satymkuł Dżumanazarow
Satymkuł Dżumanazarow ros. Сатымкул Джуманазаров; ur. 17 września 1951 we wsi Bogosławka w Kirgiskiej SRR, zm. 2 kwietnia 2007 w Biszkeku) – kirgiski lekkoatleta startujący w barwach Związku Radzieckiego, brązowy medalista olimpijski.
Specjalizował się w biegu maratońskim. Na mistrzostwach Europy w 1978 w Pradze zajął 11. miejsce na tym dystansie. W 1980 był drugi w mistrzostwach ZSRR w maratonie, co zapewniło mu start w igrzyskach olimpijskich w Moskwie. W biegu maratońskim na igrzyskach zdobył brązowy medal za obrońcą tytułu Waldemarem Cierpinskim z NRD i Holendrem Gerardem Nijboerem, a przed swymi kolegami z reprezentacji radzieckiej Władimirem Kotowem i Leonidem Mosiejewem.
Startował również w innym międzynarodowych maratonach. W 1977 zajął 5. miejsce w maratonie w Dębnie, a w 1981 był piąty w maratonie w Tokio.
Był wicemistrzem ZSRR w maratonie w 1980 i 1981 oraz brązowym medalistą w tej konkurencji w 1977 i 1979.
Rekord życiowy Dżumanazarowa pochodził z mistrzostw ZSRR 24 maja 1980 w Moskwie i wynosił 2:11:16. Wynik ten jest aktualnym (2019) rekordem Kirgistanu.